# Radu Ion
Radu Ion (* 1974 oder 1975) ist ein Filmeditor, der 2003 für einen Emmy nominiert wurde.

## Karriere
Radu Ion arbeitete zu Beginn seiner Karriere als Editor für US-amerikanische Kurzfilme. Im Jahr 2003 arbeitete Radu Ion bei der 75. Oscarverleihung mit und wurde für seine Arbeit als Editor bei der Show zusammen mit weiteren Kollegen für einen Emmy nominiert. Die Show gewann drei Emmys bei insgesamt sieben Nominierungen. Ion wurde häufig für die Filme, bei denen Roel Reiné Regie führte, für den Filmschnitt eingesetzt. So arbeitete er als Chef-Editor für die Filme Brutal im Jahr 2007, Drifter und Deadwater im Jahr 2008, Death Race 2 (2010) und im Jahr 2012 für The Scorpion King 3: Kampf um den Thron und Death Race: Inferno. Weitere gemeinsame Film- und Fernseharbeiten folgten.

## Filmografie (Auswahl)
- 2003: The 75th Annual Academy Awards
- 2007: Brutal
- 2008: Drifter
- 2008: Deadwater
- 2010: Death Race 2
- 2012: The Scorpion King 3: Kampf um den Thron (Scorpion King 3: Battle for Redemption)
- 2012: Death Race: Inferno (Death Race 3: Inferno)
- 2013: Dead in Tombstone
- 2015: Der Admiral – Kampf um Europa (Michiel de Ruyter)
- 2015: The Man with the Iron Fists 2
- 2015: The Condemned 2
- 2016: Hard Target 2
- 2017: Blood Drive (Fernsehserie)
- 2017: Dead in Tombstone 2 (Dead Again in Tombstone)
- 2018: Pfad des Kriegers (Redbad)

## Einzelnachweis
1. ↑  Radu Ion auf radaris.com Ion war 38 Jahre alt am 8. März 2013